# COROT-14 b
COROT-14 b – planeta pozasłoneczna typu gorący jowisz, znajdująca się w kierunku konstelacji Jednorożca. Została odkryta w 2010 roku przez satelitę COROT.
COROT-14 b obiega swoją gwiazdę z okresem ok. 1,5 dnia. Planeta ta jest nieznacznie większa od Jowisza, lecz jej masa sięga 7,5 mas Jowisza, jest również 6 razy gęstsza niż Jowisz. Takie połączenie planety bardzo masywnej i bardzo gorącej jest rzadkie; COROT-14 b była drugą odkrytą planetą tego typu.
| Jowisz | COROT-14 b |
| ------ | ---------- |
|        |            |